# Richard de Havering
Richard de Havering († 1341) war ein englischer Beamter und Geistlicher. Von 1307 bis 1310 war er gewählter Erzbischof von Dublin.
Richard de Havering war ein Sohn von John de Havering. Sein Vater gehörte dem Ritterstand an und diente König Eduard I. als Militär und hochrangiger Beamter. Nach dessen Tod um 1309 wurde Richard sein Erbe.
Richard de Havering war 1307 Präzentor der St. Patrick’s Cathedral in Dublin. Er diente jedoch zu dieser Zeit als hochrangiger Beamter und als Kommandant von Bordeaux in der Gascogne, wo sein Vater als Seneschall diente. Ende 1306 oder Anfang 1307 wählte ihn das Kathedralkapitel der St. Patrick’s Cathedral zum neuen Bischof des Erzbistums Dublin. Obwohl das Kathedralkapitel der mit der St. Patrick’s Cathedral rivalisierenden Holy Trinity Cathedral mit Nicholas Butler, einem Bruder des irischen Magnaten Edmund Butler, einen Gegenkandidaten gewählt hatte, setzte sich Eduard I. bei der Kurie zugunsten von Havering ein. Obwohl beide Wahlen rechtmäßig erfolgt waren, folgte der Papst der Empfehlung des englischen Königs und bestätigte am 10. Juli 1307 die Wahl von Havering. Am 13. September 1307 wurden Havering die Temporalien des Erzbistums übergeben. Allerdings war er bislang nur zum Diakon und nicht zum Priester geweiht worden. In den nächsten Jahren bezog er zwar die Einkünfte des Erzbistums, doch er bemühte sich nicht, die Priester- und die Bischofsweihe zu erhalten. Vor Herbst 1310 war er schließlich zum Priester geweiht worden, doch im November 1310 lehnte er aus Gewissensgründen die Wahl zum Erzbischof ab. Im Juli 1311 übergab er letztlich die Temporalien, die er immer noch verwaltet hatte, an einen Vertreter des neu gewählten Erzbischofs John Lech. Havering wurde 1315 Archidiakon von Chester und behielt dieses Amt bis zu seinem Tod.